# مسار تشاثام
مسار تشاثام هو مسار يقع على الساحل الشمالي لكولومبيا البريطانية بكندا، على الحدود مع ألاسكا بالولايات المتحدة. تقع بين جزر دونداس وستيفينس وشبه جزيرة تسيمبسين، وهي جزء من الممر الداخلي وتمتد من مدخل بورتلاند في الشمال إلى جزيرة بورشر في الجنوب. يمكن تقسيم المسار إلى قسمين، عن طريق خط مرسوم بين جزر توجويل وملفيل. يتأثر الجزء الشمالي بتدفقات نهر ناس وقرية لاكس كوالامز، والجزء الجنوبي يتأثر بتدفقات نهر سكينا ومدينة الأمير روبرت.

## التسمية
ربما تم تسميته عام 1788 من قبل الكابتن البريطاني تشارلز دنكان على اسم جون بيت، إيرل تشاثام الثاني، الذي كان اللورد الأول للأميرالية في ذلك الوقت.

## جغرافيا
مسار تشاثام هو حوض شبه مغلق تبلغ مساحته حوالي 1600 كيلومتر مربع (600 ميل مربع). وهو متصل بالمياه المفتوحة لمضيق هيكات ومدخل ديكسون عبر عدة قنوات، مثل القنوات الرئيسية وبراون وخليج هدسون وممرات إيدي. على طول طرفه الجنوبي، يوفر المسار إمكانية الوصول إلى الممرات الداخلية مثل ممرات ماركوس وآرثر، وقناة جرينفيل.
النهران الرئيسيان اللذان يصبان في المسار هما نهر ناس (عبر مدخل بورتلاند) ونهر سكينا (عبر ممرات إينفيرنيس وماركوس). وبسبب التدفق الكبير للمياه العذبة، تكون ملوحة المسار أقل من المحيط المجاور.

## الهيدروغرافيا
يبلغ عمق معظم مسار تشاثام أقل من 100 قامة (600 قدم؛ 180 متر)، باستثناء الجزء الشمالي من المسار حيث يتجاوز العمق 300 قامة (1800 قدم؛ 550 متر). يتميز مسار تشاثام بانخفاض ملوحة المياه القريبة من السطح على جانبه الشرقي، وتنتقل إلى المياه القريبة من السطح ذات الملوحة العالية على الجانب الغربي.
مسار تشاثام هي منطقة مد وجزر كبيرة جدًا، حيث يصل نطاق المد والجزر إلى ذروة 7.7 متر (25 قدم) ومتوسط نطاق المد والجزر 4.9 متر (16 قدم). التيارات قوية نسبيًا ومتغيرة للغاية بسبب مزيج من نطاقات المد والجزر الكبيرة والرياح القوية الموسمية وتصريفات المياه العذبة الكبيرة من نهري سكينا وناس.

## البيئة
نتيجة لاختلاط المد والجزر، يعد مسار تشاثام منطقة ذات إنتاجية أولية عالية بشكل خاص وكتلة حيوية من العوالق النباتية عالية التركيز. يحتوي المسار على أكبر تنوع لأنواع الجمبري في منطقة الإدارة المتكاملة بالساحل الشمالي للمحيط الهادئ، حيث يهيمن الجمبري الأحدب على أعداده. هناك أيضًا مجموعات كبيرة من سلطعون الروث في المنطقة. كان يُعتقد في السابق أنها انقرضت، ومن المعروف الآن أن الشعاب الإسفنجية تشكل عنصرًا مهمًا في الأرضية.